# Радянська військова енциклопедія
«Радянська військова енциклопедія», рос. «Советская военная энциклопедия» — систематизований звід військових знань довідкового характеру у 8-ми томах, які були видрукувані упродовж 1976—80. Певною мірою висвітлені стан і найближчі перспективи розвитку військової справи того часу, наведені тлумачення відповідних понять і термінів. «С.в.э.» була розрахована насамперед на військовослужбовців Радянської армії та ВМФ, а також на широке коло цивільних читачів, які цікавились історією збройних сил СРСР, війн і військовим мистецтвом. Усі статті, підготовлені під керівництвом Інституту воєнної історії при Міністерстві оборони СРСР, розміщені за алфавітом і охопили такі підрозділи: 1) військово-теоретичний; 2) технічний.; 3) географічний; 4) біографічний. У них враховано досвід створення попередніх «Большой советской энциклопедии» і галузевих енциклопедій, а також військово-довідкових видань у Російській імперії, СРСР та за кордоном. Відображені театри бойових дій, що склалися історично, подана інформація про континенти, держави, водні басейни, гірські системи, військові бази та населені пункти, пов'язані зі збройними конфліктами, широко представлені біографії видатних воєначальників, полководців, винахідників зброї тощо. До «С.в.э.» вміщена значна кількість ілюстрацій, воєнно-історичних і географічних карт, схем, малюнків, фотографій, репродукцій тощо. Більшість статей доповнено бібліографією. На змісті всіх томів позначилося панування марксистсько-ленінської ідеології; воєнно-історичний та біографічний матеріал у багатьох випадках сфальсифікований або викладений неповно.